# Alin Minteuan
Alin Ilie Minteuan (Cluj-Napoca, Rumania, 12 de noviembre de 1976) es un exfutbolista rumano. Jugaba de centrocampista y su último club fue el CFR Cluj del cual actualmente es el segundo entrenador.

## Biografía
Alin Minteuan, centrocampista defensivo por el centro o por la banda derecha, empezó su carrera profesional en 1993 en el CFR Cluj, en la Liga II. En 1995 el equipo desciende a la Liga III, aunque en la temporada siguiente recupera la categoría.
Luego jugó en el U Cluj, con el que debutó en la Liga I. Fue el 2 de agosto de 1997 en el partido Steaua de Bucarest 2-1 U Cluj.
Más tarde fichó por el Rapid de Bucarest, equipo en el que, aunque jugó poco, ganó una Copa de Rumania.
Jugó en el Gloria Bistrița, antes de marcharse a Israel, donde se unió al Hapoel Haifa F.C. en 2000.
En 2001 regresa a Rumania para jugar de nuevo con el Gloria Bistrița. 
En la temporada 2004-05 milita en el Hapoel Be'er Sheva F.C. israelí.
Al año siguiente firma un contrato con el CFR Cluj, con este equipo se proclama campeón de la Liga y de la Copa de Rumania en 2008.

## Clubes
| Club                    | País    | Año       |
| ----------------------- | ------- | --------- |
| CFR Cluj                | Rumania | 1993-1997 |
| U Cluj                  | Rumania | 1997-1998 |
| Rapid Bucarest          | Rumania | 1998      |
| Gloria Bistrița         | Rumania | 1998-2000 |
| Hapoel Haifa F.C.       | Israel  | 2000-2001 |
| Gloria Bistrița         | Rumania | 2001-2004 |
| Hapoel Be'er Sheva F.C. | Rumania | 2004-2005 |
| CFR Cluj                | Rumania | 2005-2014 |

## Títulos
- 1 Liga de Rumania (CFR Cluj, 2008)
- 2 Copas de Rumania (Rapid de Bucarest, 1998; CFR Cluj, 2008)
- 1 Supercopa de Rumanía (CFR Cluj, 2008)
- 1 Toto Cup (Hapoel Haifa, 2001)